# Adelbert Eulefeld
Carl Otto Moritz Adelbert Eulefeld (* 21. März 1853 in Rosenau; † 16. Dezember 1938 in Darmstadt) war ein deutscher Forstrat.

## Leben
Adelbert Eulefeld war ein Sohn des Oberhofgärtners Carl Theobald Eulefeld und dessen Ehefrau Marie Brohmeyer, Tochter des Oberförsters Carl Brohmeyer.
Nach dem Abitur absolvierte Adelbert Eulefeld von 1870 bis 1872 ein Studium der Forstwissenschaft an der Forstlichen Hochschule Aschaffenburg und kam anschließend in den Coburg-Gothaischen Forstdienst, wo er in den Revieren Arlesberg, Schmalkalden und Stutzhaus eingesetzt war. Er leistete Militärdienst als Einjährig-Freiwilliger und übernahm 1886 die Leitung der Forstverwaltung der Fürsten von Hohenlohe-Langenburg in Württemberg.
Von 1898 bis 1921 war er Leiter der Forsten der Freiherrn Riedesel zu Eisenbach in Lauterbach.
1886 veröffentlichte Eulefeld eine viel beachtete Schrift über das Rehwild.

### Auszeichnungen
- Verdienstorden Philipps des Großmütigen Ritterkreuz I. Klasse
- Ehrenbürger der Forstlichen Hochschule Hannoversch Münden